# Mbéré
Mbéré är ett departement i Kamerun.   Det ligger i regionen Adamaouaregionen, i den centrala delen av landet, 400 km nordost om huvudstaden Yaoundé. Antalet invånare är 111 450. Arean är 14 267 kvadratkilometer.
Terrängen i Mbéré är huvudsakligen kuperad, men västerut är den platt.